# Кобура-приклад
Кобура-приклад (англ. stock/holster) — кобура, примыкаемая к рукоятке пистолета, как приклад. Кобура-приклад представляет собой либо жёсткий футляр из дерева или пластмассы (Маузер C-96, АПС, китайский Тип 80), либо плоский приклад, к которому прикреплена традиционная кожаная кобура (Парабеллум, Браунинг Хай Пауэр). Кобура-приклад в боевом положении крепится к рукоятке пистолета и значительно повышает устойчивость оружия при стрельбе. Кобура-приклад была разработана уже для револьвера Schmidt M1882, для превращения его в карабин, но Швейцарское правительство не одобрило инновацию. Но отказ Швейцарского правительства никак не отразился на применении подобной конструкции во многих других странах включая СССР и в дальнейшем Российскую Федерацию .
Носится на портупее.

## Пистолеты с кобурой-прикладом
Первым серийным пистолетом с кобурой-прикладом стала модель «Маузера» M1896 Pistol Carbine (пистолет-карабин). В качестве приклада «Маузера» использовалась его кобура, изготовленная из орехового дерева, на переднем срезе которой имелась стальная вставка с выступом и механизмом фиксации для примыкания приклада к рукояти пистолета, при этом откидная крышка кобуры упиралась в плечо стрелка.

Длина кобуры-приклада 35,5 см, ширина в передней части 4,5 см, ширина в задней части 10,5 см.
Кобура могла (не обязательно) снаружи обшиваться кожей и иметь карманы для размещения запасного магазина и инструментов для разборки и чистки оружия. Носилась на узком кожаном ремне (портупея) через плечо.
Кобура-приклад оказалась также незаменима для прицельной стрельбы очередями из модификации пистолета, разработанной в 1931 году (так называемая «модель 712» или «Маузер» образца 1932 года), на которой был дополнительно установлен переводчик режима огня для выбора типа стрельбы: одиночными выстрелами или очередями.
Следующим массовым пистолетом с кобурой-прикладом был пистолет системы Браунинга образца 1907 года. Российская империя заказала 11000 таких пистолетов для вооружения полиции. Считается, что 10-зарядная модификация браунинга с кобурой-прикладом M1903 была создана чтобы составить конкуренцию Маузеру. Эта модификация поставлялась в Швецию (и производилась там по лицензии как модель Huskvarna m/1907) и в Эстонию в 1921-25 гг.

Не отказались от идеи кобуры-приклада и китайские конструкторы, предусмотревшие её (как альтернативу отъёмного плечевого упора) при разработке автоматического пистолета Тип 80, поступившего на вооружение в 1980 году.
Также кобура-приклад использовалась в японском Nambu Type A, причём её труба, прикреплявшая кобуру к пистолету,выдвигалась, подобно телескопу.

### АПС
Для повышения точности стрельбы к автоматическому пистолету системы Стечкина (АПС) придавалась кобура-приклад, примыкаемая к рукоятке. При необходимости из АПС можно было вести огонь как одиночными выстрелами, так и очередями, при этом пистолет оставался более или менее управляемым. Невзирая на указанные достоинства, АПС, особенно в сочетании со штатной кобурой-прикладом, был слишком громоздок и тяжёл, в результате чего вскоре был снят с вооружения Вооружённых сил СССР и отправлен на резервное хранение.

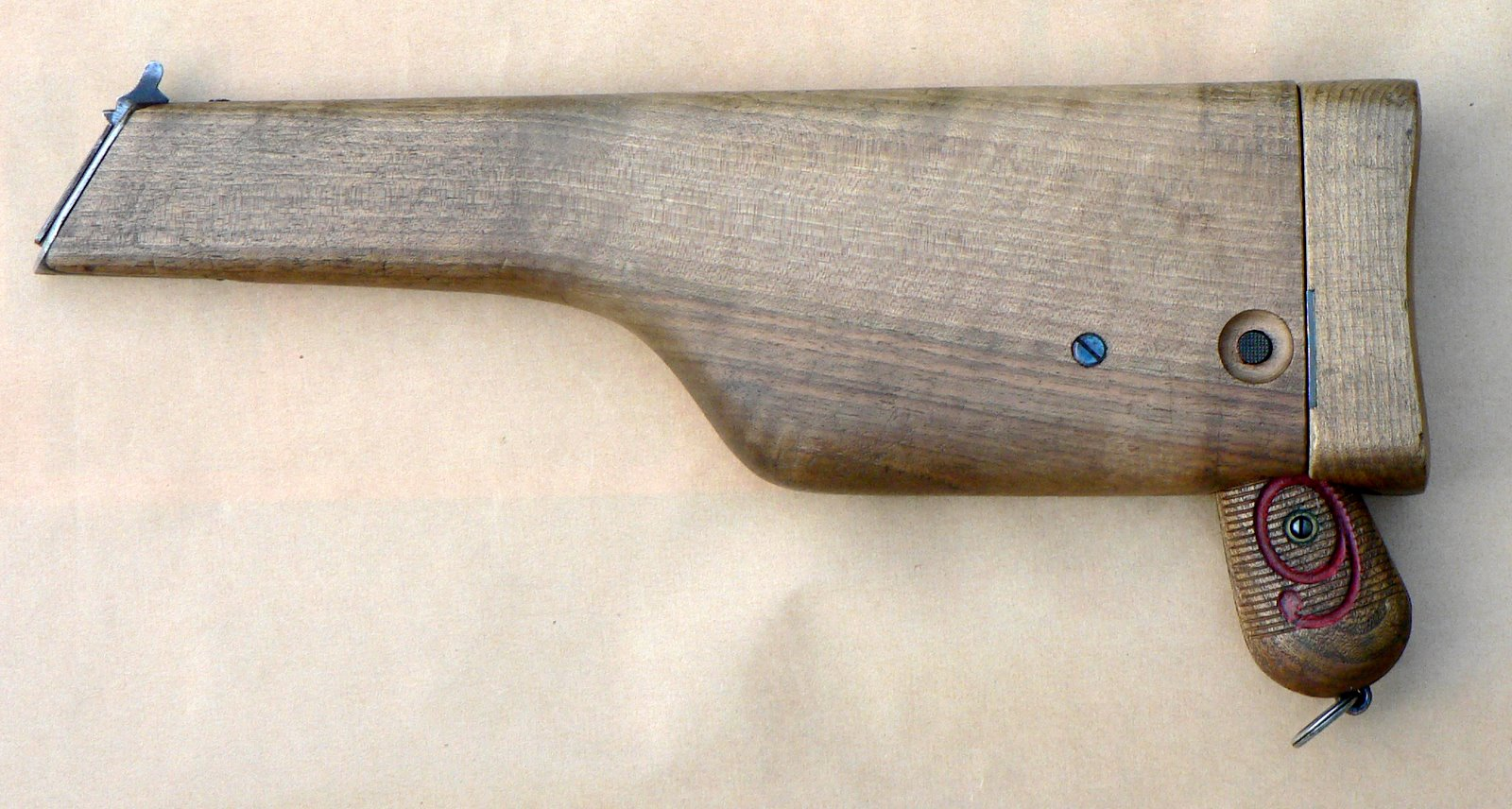
Mauser C96 в кобуре-прикладе
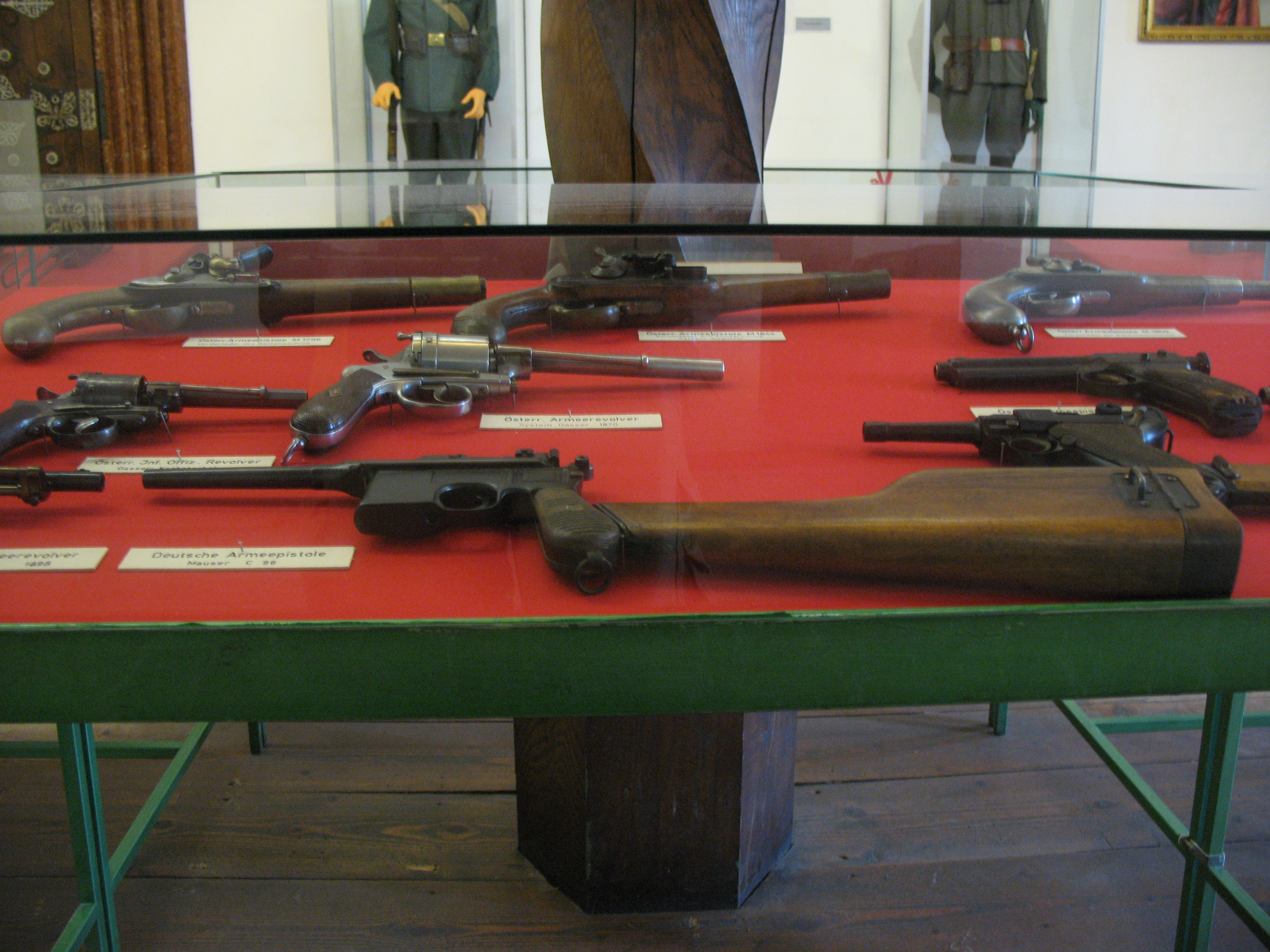
Mauser C96 с примкнутым кобурой-прикладом
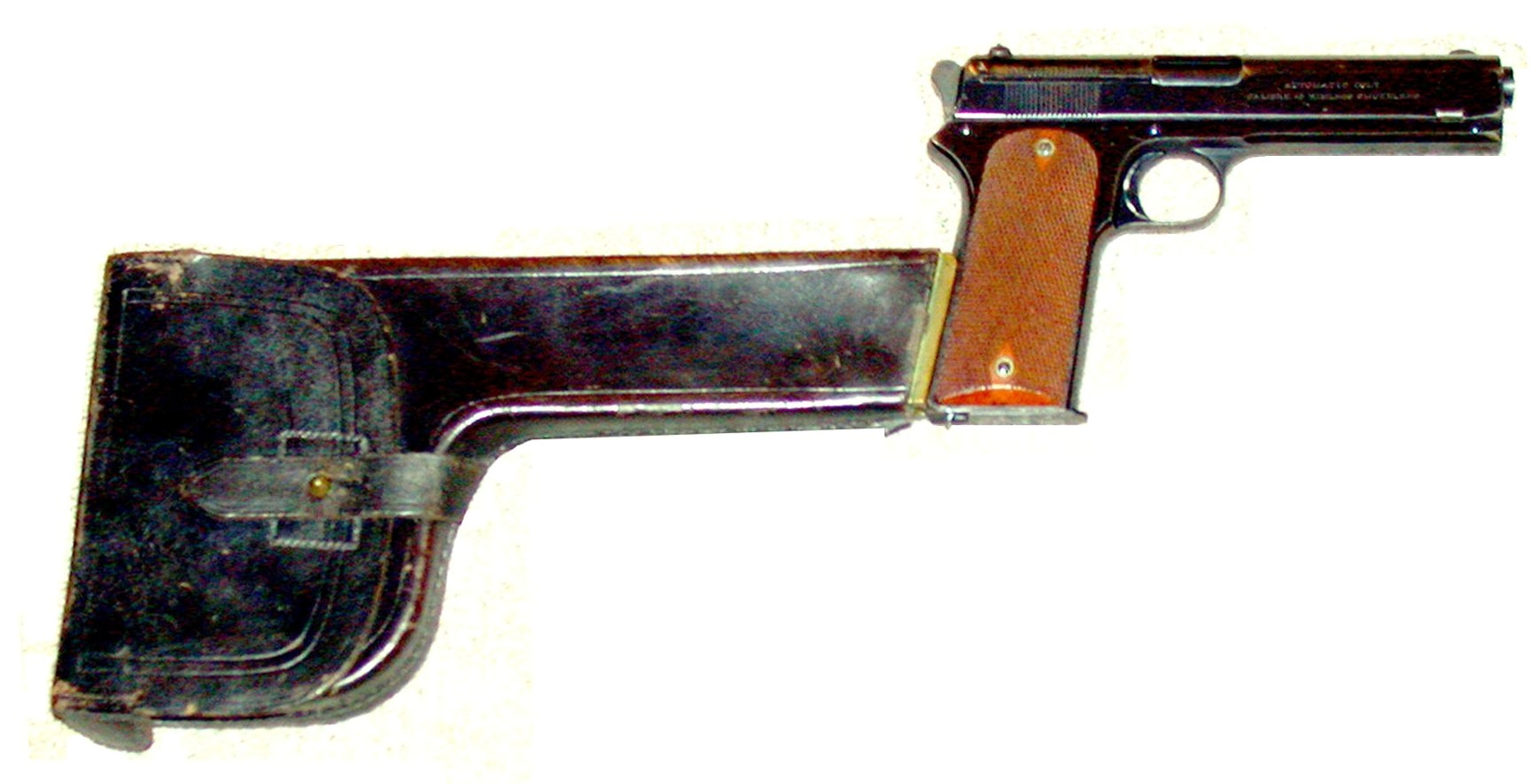
Colt M1905
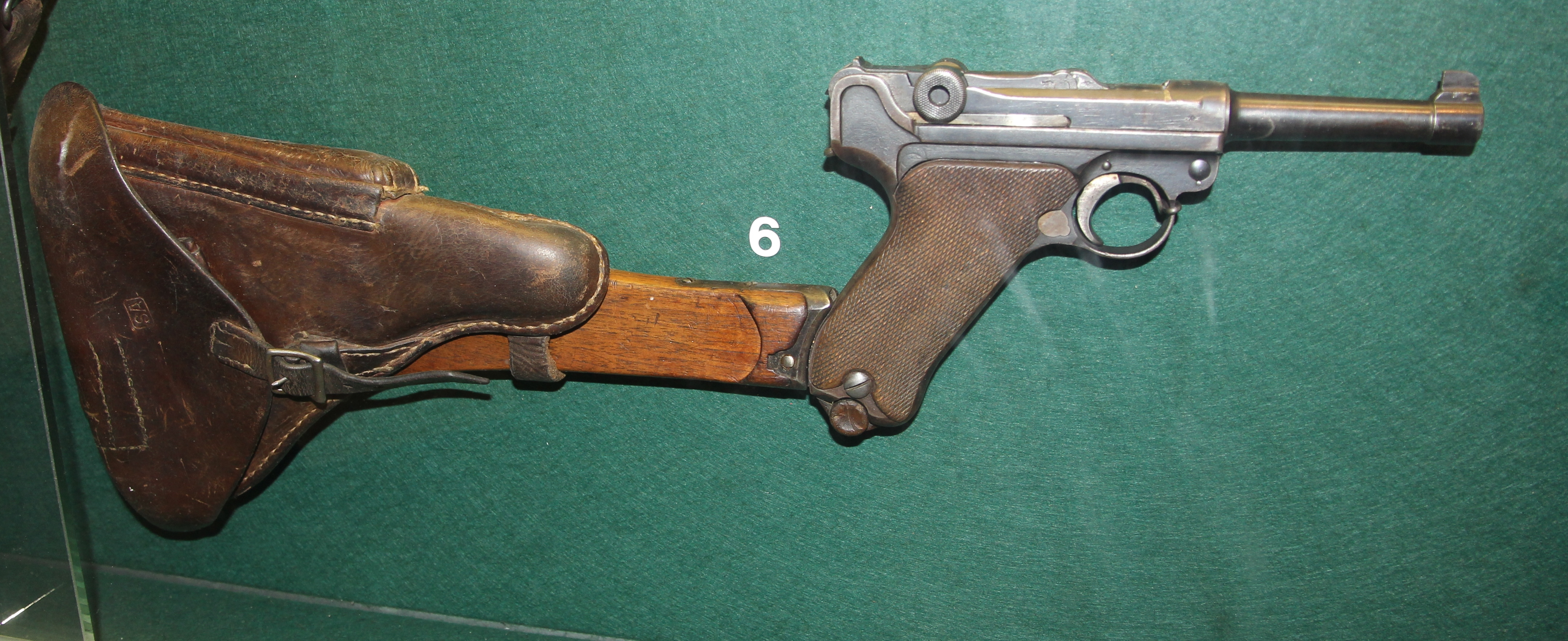
Пистолет Люгера
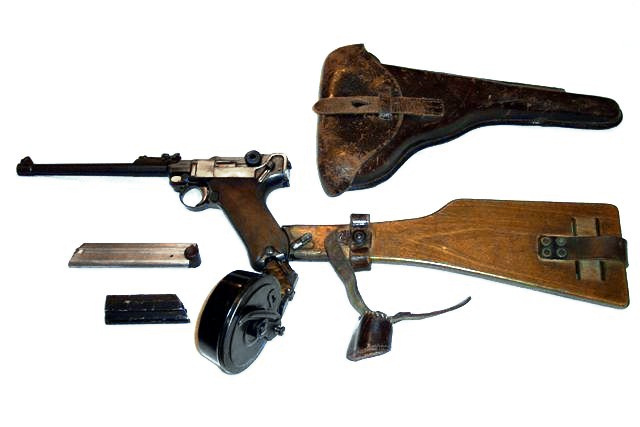
Пистолет Люгера, «артиллерийская модель». Кожаная кобура отстегнута от деревянного приставного приклада
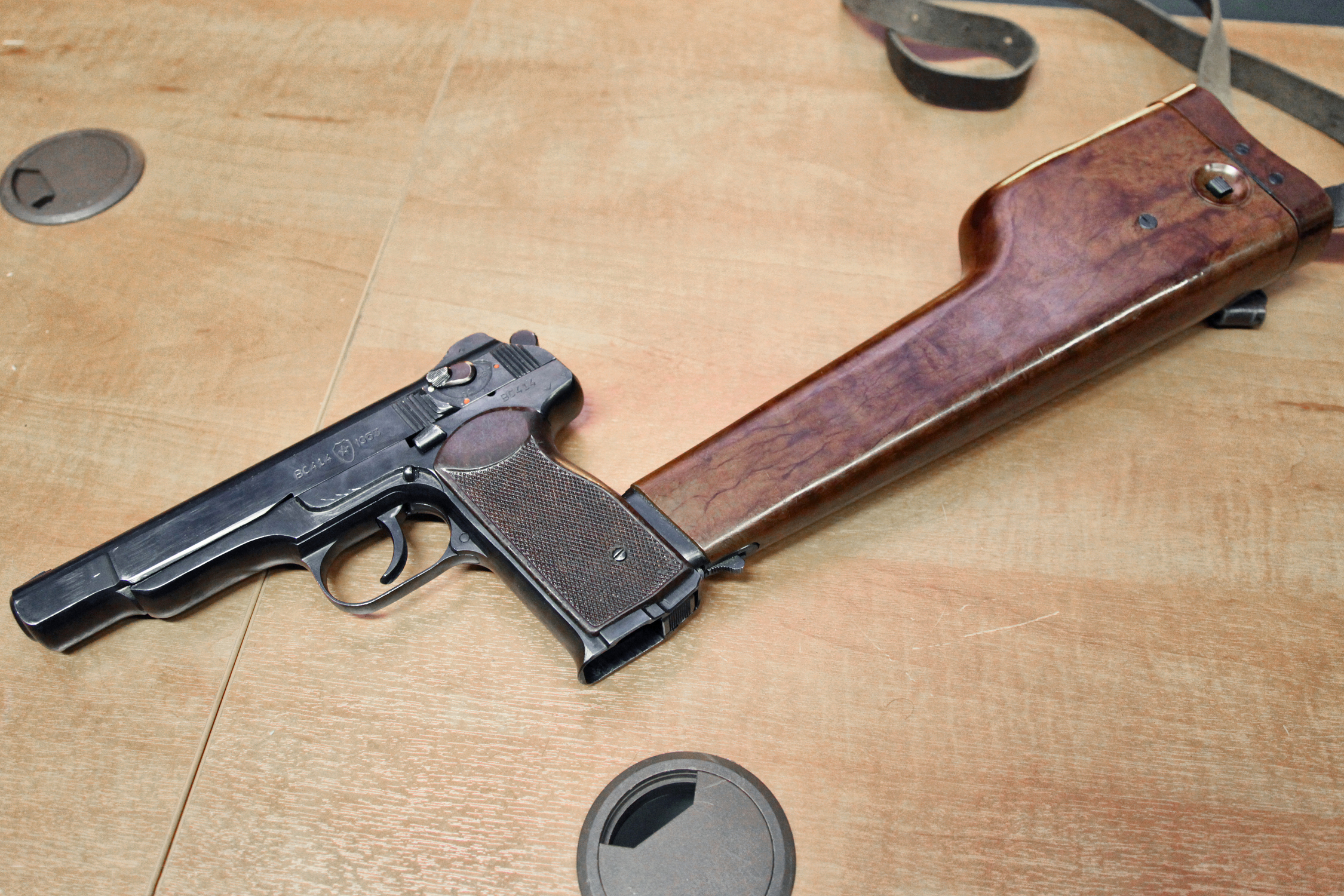
АПС с примкнутым кобурой-прикладом

## См. также

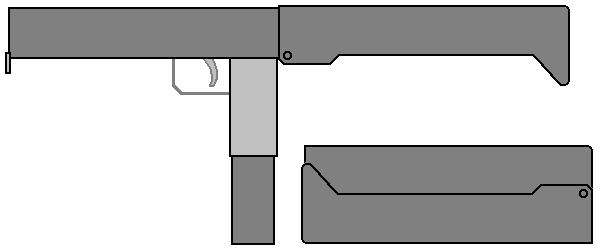
ARES FMG